# Albert Ammons
Albert Ammons (Chicago, 23 september 1907 – aldaar, 2 december 1949) was een Amerikaanse boogiewoogie-pianist.
Ammons vormde zijn eigen band in 1934 en speelde in 1938 op het Spirituals to Swing-concert in Carnegie Hall, dat onder andere de boogiewoogiehype lanceerde. Hij en twee andere uitvoerders op het concert, Meade Lux Lewis en Pete Johnson, werden de belangrijkste boogiewoogiepianisten. De drie werkten, toerden en namen ook samen op.
Hij was de vader van tenorsaxofonist Gene Ammons. Ammons werkte tot zijn dood in 1949.

## Albumdiscografie
| Jaar van uitgave | Album titel                       | Platenlabel       |
| ---------------- | --------------------------------- | ----------------- |
| 1948             | King of Boogie Woogie (1939-1949) | Blues Classics    |
| 1951             | Boogie Woogie Classics            | Blue Note Records |
| 1992             | The First Day                     | Blue Note         |
| 2004             | The Boogie Woogie Trio, Vols. 1-2 | Storyville        |